# 69세
《69세》는 2020년에 개봉한 대한민국의 영화이다.

## 캐스팅
- 예수정 : 심효정 역
- 기주봉 : 남동인 역
- 김준경 : 이중호 역
- 김태훈 : 남현수 역
- 김중기 : 고 형사 역
- 문정웅 : 이 형사 역
- 김정영 : 식당사장 역
- 안민영 : 사랑 역
- 박가영 : 현수처 역
- 신현종 : 중호장인 역
- 김민체 : 중호장모 역
- 서수민 : 중호처 역
- 장성윤 : 이 간호사 역
- 강민지 : 간호실장 역
- 이명하 : 상담사 역
- 황선영 : 수간호사 역
- 박소윤 : 수영장회원 1 역
- 정순미 : 수영장회원 2 역
- 이종민 : 민원경찰 역
- 정원형 : 대리기사 역
- 박힘찬 : 수영코치 역
- 길상우 : 편의점주 역
- 임광진 : 연행경찰 역
- 서민우 : 난폭운전 남자 역
- 정경식 : 전단지 남자 역
- 서임철 : 노인 역
- 서한비 : 간호사 역
- 오원식 : 인쇄소직원 역
- 곽민석 : 수영장아이 역
- 이나영 : 여경찰 1 역
- 이혜민 : 여경찰 2 역
- 김한 : 책방손님 1 역
- 송혜정 : 책방손님 2 역
- 이상홍 : 경비원 역
- 조하린 : 여고생 역
- 김태정 : 여고생 엄마 역
- 이진영 : 효정수영 대역
- 이승희 : 효정수영 대역
- 전삼분 : 병원 환자 역
- 박숙명 : 동인전처 역
- 김수현 : 어린사랑  역

## 같이 보기
- 2020년 대한민국의 영화 목록

## 수상
- 2019년 제24회 부산국제영화제 수상 KNN 관객상 - 임선애
- 2019년 제45회 서울독립영화제 후보 특별초청 - 장편
- 2020년 제15회 런던한국영화제 후보 시네마 나우
- 2020년 제11회 광주여성영화제 후보 한국장편
- 2020년 제8회 무주산골영화제 후보 상영작 - 창
- 2020년 제21회 제주여성영화제 후보 상영작
- 2020년 제5회 충무로영화제-디렉터스 위크 후보 쌀롱 드 시네마: 장편
- 2020년 제13회 진주같은영화제 후보 초청